# Solenopsis papuana
Solenopsis papuana är en myrart som beskrevs av Carlo Emery 1900. Solenopsis papuana ingår i släktet eldmyror, och familjen myror. Inga underarter finns listade i Catalogue of Life.

## Bildgalleri

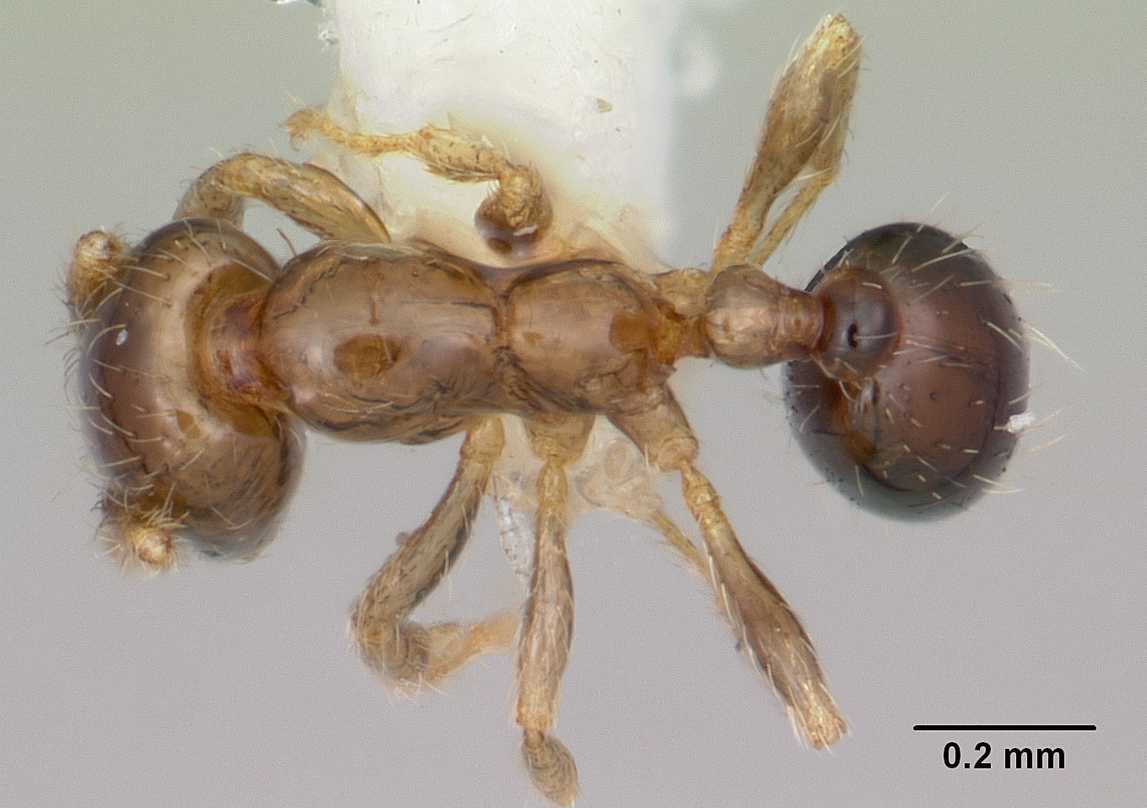
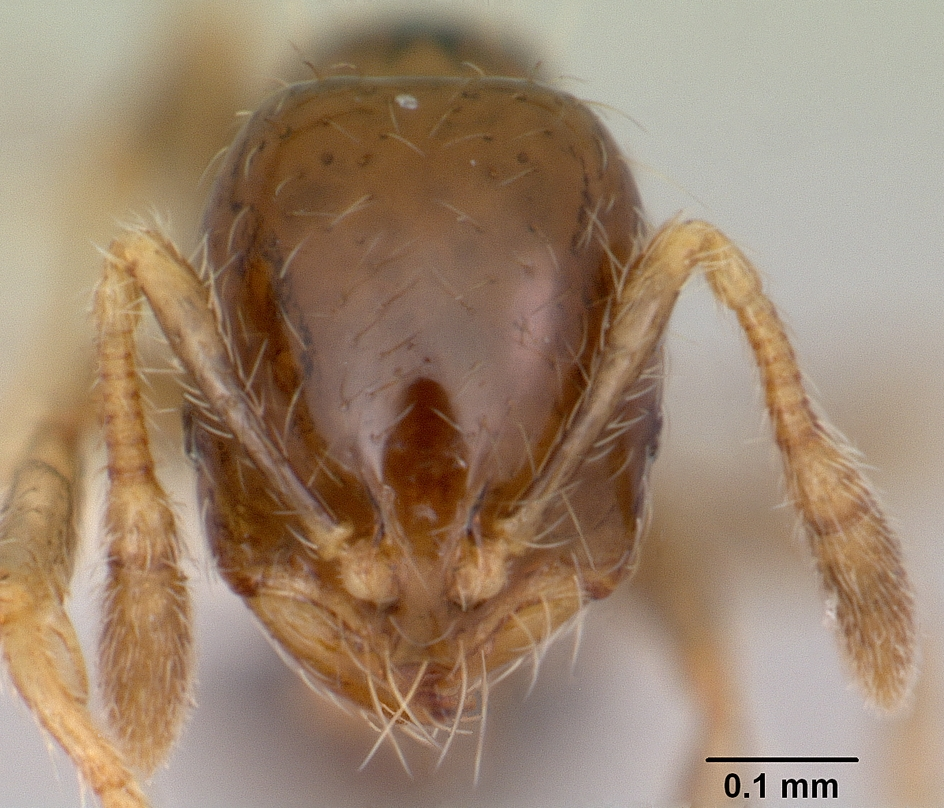
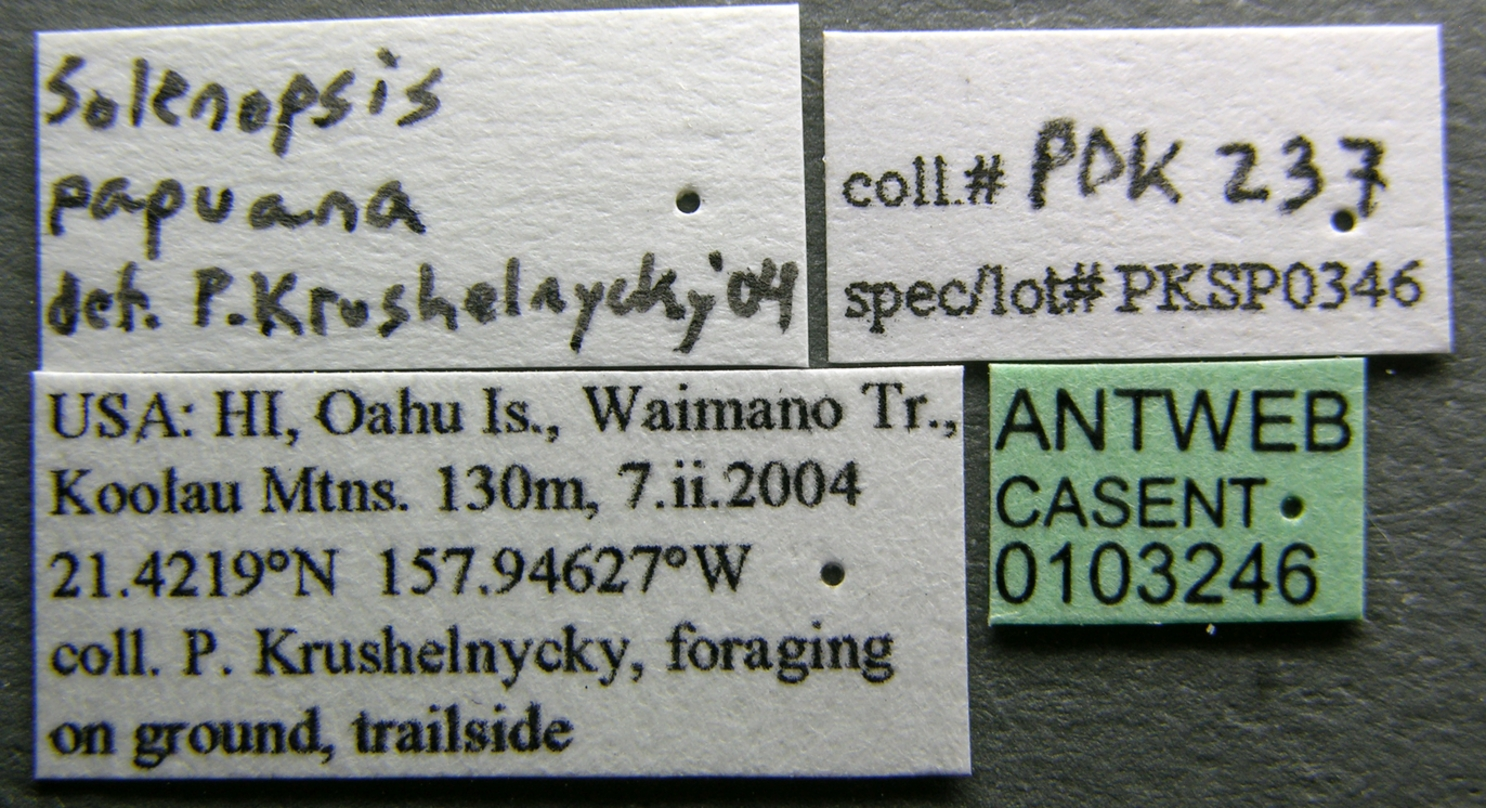
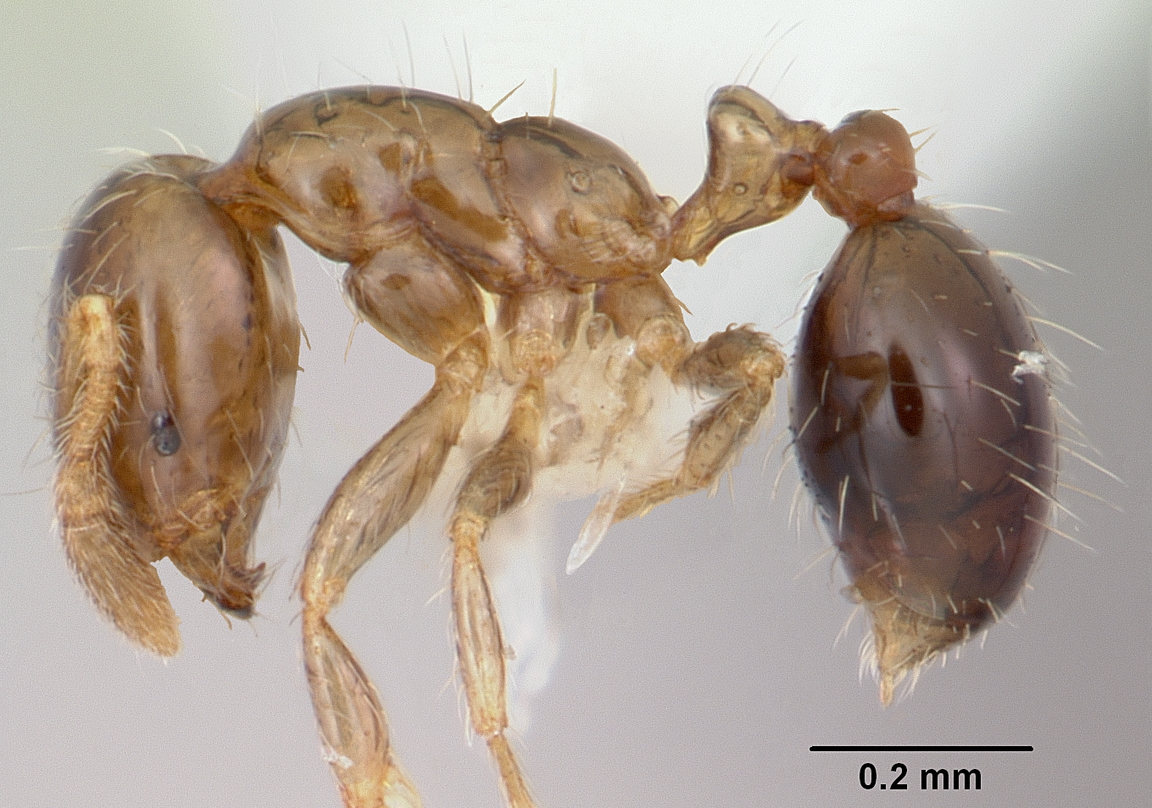
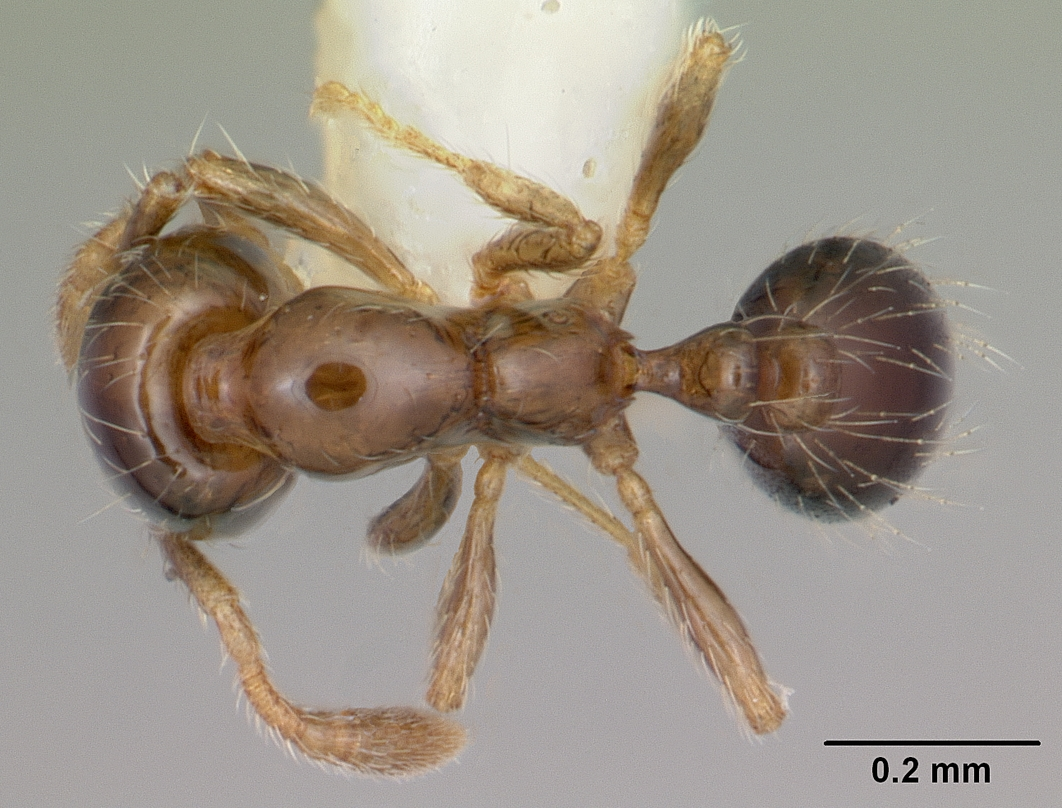
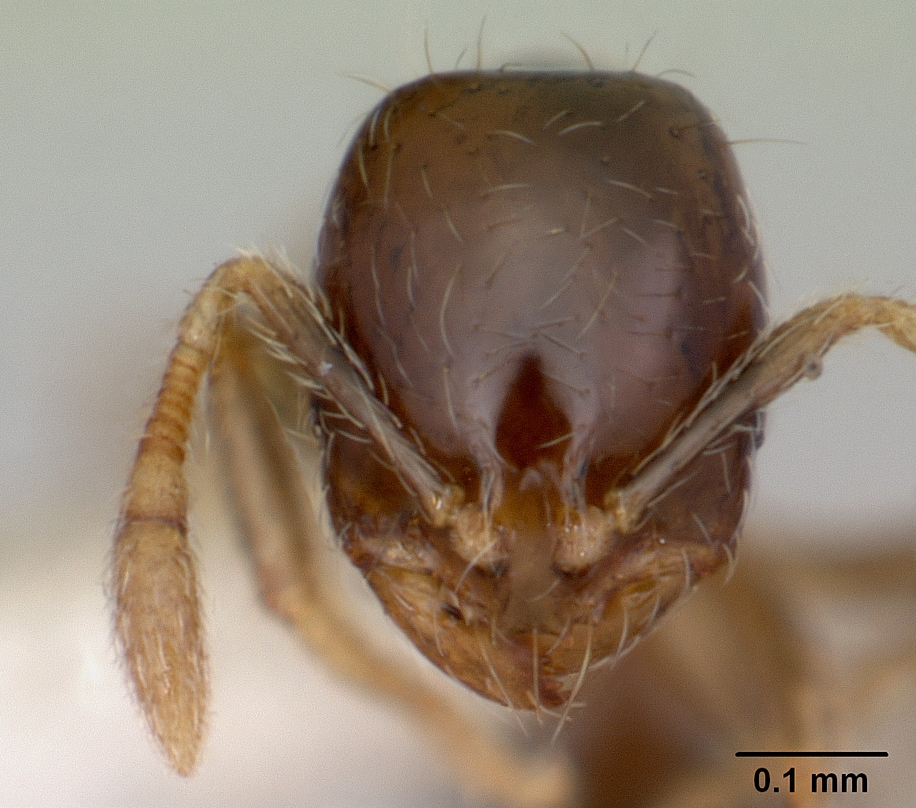